# Mârzănești
Mârzănești is een Roemeense gemeente in het district Teleorman.
Mârzănești telt 4149 inwoners.